# Euconchophora subulata
Euconchophora subulata är en insektsart som först beskrevs av Ludwig Redtenbacher 1891.  Euconchophora subulata ingår i släktet Euconchophora och familjen vårtbitare. Inga underarter finns listade i Catalogue of Life.